# Želeč (district de Tábor)
Pour les articles homonymes, voir Želeč.
Želeč (en allemand : Scheletsch) est une commune du district de Tábor, dans la région de Bohême-du-Sud, en République tchèque. Sa population s'élevait à 1 001 habitants en 2020.

## Géographie
Želeč se trouve à 6 km au sud-ouest du centre de Planá nad Lužnicí, à 11 km au sud-sud-est de Tábor, à 41 km au nord-nord-est de České Budějovice et à 86 km au sud-sud-est de Prague.
La commune est limitée par Malšice au nord, par Ústrašice à l'est, par Skalice au sud-est, par Hlavatce au sud-ouest et par Skrýchov u Malšic à l'ouest.

## Histoire
La première mention écrite de la localité remonte à 1397.